# مريام اوتشوا
مريام اوتشوا (بالإسبانية: Miryam Ochoa)‏ ممثلة ومغنية فنزويلية (من مواليد 20 مايو من العام 1954) برزت في المسلسلات الروائية خلال العصر الذهبي للدراما الفنزويلية في حقبة الثمانينات من القرن العشرين. كان من أشهرها مسلسل جوليا ومسلسل الامازون ومسلسل ليجيا ساندوفال.  ولاحقاً شاركت في دور محوري بمسلسل رهينة الماضي.

## اقرأ أيضا
- باتريسيا فيلاسكيز

## روابط خارجية
- مريام اوتشوا على موقع IMDb (الإنجليزية)